# Manuel Tavares Rodrigues de Sousa
Manuel Tavares Rodrigues de Sousa (Matosinhos, 13 de Maio de 1926 -  Porto, 2 de Fevereiro de 2012), nasceu em Matosinhos, filho único do conhecido Dr. Sousinha, médico dos pobres, licenciou-se em Medicina e Cirurgia pela Universidade do Porto em 1952. Pediatra pela Ordem dos Médicos, entrou para o Hospital Distrital de Matosinhos em 1957. Foi Diretor do Serviço de Pediatria do Hospital de Matosinhos – Hospital Pedro Hispano, até a sua aposentadoria.
Foi Vereador do Pelouro da Cultura da Câmara Municipal de Matosinhos, Presidente da Direção e um dos fundadores do Fórum Matosinhense, e Provedor da Santa Casa da Misericórdia do Bom Jesus de Matosinhos durante 4 mandatos   . Foi também director de "O Adro", jornal informativo da Santa Casa da Misericórdia do Bom Jesus de Matosinhos 
A nível cultural, participou em vários concertos e diversas composições suas para piano foram tocadas em concertos. Cultivou o gosto pelo desenho e a caricatura. Tem vários livros publicados, de âmbito cultural ou técnico. Escreveu artigos de opinião. Investigou e escreveu sobre a História local. Muitos desses textos foram publicados em jornais locais e nos “Arquivos Histórico-Culturais de Matosinhos”, do Fórum Matosinhense.
Dr. Manuel Rodrigues de Sousa foi distinguido com a Medalha de Mérito Dourada da Câmara Municipal de Matosinhos a 18 de maio de 2013.  Após a sua morte, a 14 de Dezembro de 2015 foi publicada a sua ultima obra "Matosinhos – Fotomonografia Toponímica", uma viagem pela toponímia matosinhense, pelas suas ruas e pelos nomes que estas têm e tiveram, mas também, e sobretudo, um percurso pela memória da cidade, obra essa que foi terminada por Belmiro Galego. 
publicado post-mortem pela Câmara Municipal de Matosinhos a 12 de Dezembro de 2015 
]]

## Obras
1. A criança : puericultura e patologia [9]
2. Guia da mãe : A criança dentro e fora do hospital [10]
3. Dismorfismos
4. Óscar da Silva
5. Curso de História da Medicina 2ª Edição [11]
6. 800 anos de Devoção e o Bom Jesus de Matosinhos [12]
7. 800 anos de devoção : A Colecção de ex-votos da Misericórdia de Matosinhos [13] [2] [14]
8. Matosinhos – Fotomonografia Toponímica [7]